# Анадолукавагъ
Анадолу Кавагъ (на турски: Anadolu Kavağı, понякога изписван като Anadolukavağı, Анадолукавагъ), е квартал в северния край на Босфора в район Бейкоз в Истанбул, Турция. „Анадолу“ е турското име за Анадола, а „кавак“ означава „контролен пункт“ на османски турски, което предполага стратегическото значение на местоположението му. Намира се точно срещу Румели Кавагъ, гръцкия или европейски контролен пункт от другата страна на Босфора.
Aнадолу Кавагъ първоначално се е наричал Хиерон (на старогръцки: ἱερόν) и е бил важен пост за римляните и византийците.
Предполага се, че в миналото някои селяни са действали като „разрушители“, палели са огньове, за да дезориентират корабите и са ги засядали в тесния проток, за да могат да заграбят товара им. Други твърдят, че Анадолу Кавагъ е служил като убежище, където търговските кораби са можели да се скрият от бури.
Някога рибарско селище, то запазва селска атмосфера и има много рибни ресторанти, предлагащи обяд за пътниците на по-дългите круизи по Босфора, които обикновено завършват тук.
Въпреки че има малко постоянни жители, военният персонал в околните бази допринася за общото население от около 2000 души.
Най-забележителните исторически структури в селото са малка джамия, поръчана от Али паша от Мидили (Лесбос) през 1593 г., и фонтан, поръчан от Джеврие Хатун през 1785 г.
Разрушителният замък Йорос, стара генуезка крепост, се издига на хълма над Aнадолу Кавагъ. От стените му има прекрасна гледка към Третия Босфорски мост и Черно море.
Şehir Hatları, градската фериботна компания, предлага плавания до и от Юскюдар и точки между тях. Дългите фериботни услуги за Босфора два пъти дневно напускат Eминьоню за Aнадолу Кавагъ, спирайки на точки по пътя, включително Саръйер и Румели Кавагъ на европейския бряг на Босфора. Селището се обслужва и от почасов автобус от Юскюдар.